# Toronto Blizzard (1971)
Toronto Blizzard is een voormalige Canadese voetbalclub uit Toronto. Het thuisstadion van de club was het Varsity Stadium, dat plaats bood aan 22.000 toeschouwers.

## Geschiedenis
Toronto Blizzard werd opgericht in 1971 als Toronto Metros. De club speelde tien seizoenen in de North American Soccer League. Daarin werden geen aansprekende resultaten behaald.
In 1975 fuseerde de club met Toronto Croatia tot Toronto Metros-Croatia. In 1978 ging de club weer zijn eigen weg. Toronto Croatia ging verder in de Canadian National Soccer League en de Metros gingen verder onder de naam Toronto Blizzard.
In 1984 werd de club opgeheven.

## Bekende spelers
- Roberto Bettega
- Tore Cervin
- David Fairclough
- Arno Steffenhagen